# Connie Morella

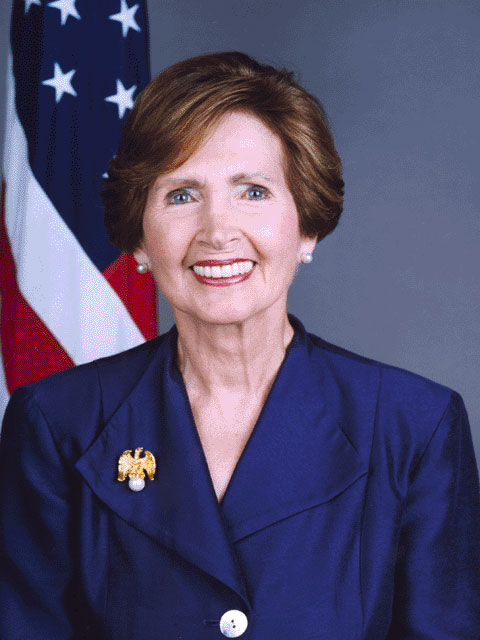
Connie Morella

Constance Albanese „Connie“ Morella (* 12. Februar 1931 in Somerville, Massachusetts) ist eine ehemalige US-amerikanische Politikerin. Zwischen 1987 und 2003 vertrat sie den Bundesstaat Maryland im US-Repräsentantenhaus.

## Leben
Connie Albanese besuchte bis 1948 die Somerville High School und studierte danach bis 1954 an der Boston University. Daran schloss sich ein weiteres Studium an der American University in Washington, D.C. an, das sie im Jahr 1967 abschloss. Zwischen 1970 und 1987 arbeitete sie als Lehrerin am Montgomery College in Maryland. Gleichzeitig schlug sie als Mitglied der Republikanischen Partei eine politische Laufbahn ein. In den Jahren 1971 bis 1975 gehörte sie dem Frauenausschuss (Commission for Women) im Montgomery County an; von 1979 bis 1986 saß sie im Abgeordnetenhaus von Maryland. 1980 strebte sie erfolglos die Nominierung ihrer Partei für die Kongresswahlen an.
Bei den Kongresswahlen des Jahres 1986 wurde Morella im achten Wahlbezirk von Maryland in das US-Repräsentantenhaus in Washington gewählt, wo sie am 3. Januar 1987 die Nachfolge von Michael D. Barnes antrat. Nach sieben Wiederwahlen konnte sie bis zum 3. Januar 2003 acht Legislaturperioden im Kongress absolvieren. In diese Zeit fielen die Terroranschläge am 11. September 2001 und der Beginn des Irakkrieges. Im Jahr 2002 wurde sie nicht wiedergewählt.
Nach dem Ende ihrer Zeit im US-Repräsentantenhaus fungierte Connie Morella zwischen 2003 und 2007 als US-Botschafterin bei der OECD. Heute ist sie Mitglied der Fakultät der American University in Washington.
2016 wurde ihr der mehrfarbige Orden der Aufgehenden Sonne am Band verliehen.